# Cremolino
Cremolino (piemontiul: Chermolin vagy Chërmolin, ligur nyelven: Chermoìn) település Olaszországban, Piemont régióban, Alessandria megyében. Lakosainak száma 985 fő (2023. január 1.). Cremolino Cassinelle, Morbello, Morsasco, Prasco, Trisobbio, Molare és Ovada községekkel határos.

## Népesség
A település lakossága az elmúlt években az alábbi módon változott:
| Lakosok száma | 1083 | 1076 | 985  |
|               | 2017 | 2018 | 2023 |